# Bakonypéterd megállóhely
Bakonypéterd megállóhely egy megszűnt Győr-Moson-Sopron vármegyei vasúti megállóhely, amit a MÁV üzemeltetett. A névadó Bakonypéterd központjától bő egy kilométerre északkeletre helyezkedett el, a község és Győrasszonyfa határán, olyannyira határszélen, hogy a határvonal (a Google légifelvételei alapján ítélve) szinte biztosan kettészelte a megálló területét. Közúton nem lehetett megközelíteni, csak mezőgazdasági utakon, bizonyára ez is közrejátszott a megszüntetéséről hozott döntés megszületésében.

## Áthaladó vasútvonalak
- Győr–Veszprém-vasútvonal (11)

## Kapcsolódó állomások
A megállóhelyhez az alábbi állomások vannak a legközelebb:
- Győrasszonyfa megállóhely
- Veszprémvarsány vasútállomás